# スーザン・モラー・オーキン
スーザン・モラー・オーキン（Susan Moller Okin、1946年7月19日 - 2004年3月3日）は、アメリカの政治哲学者。フェミニズム政治理論が専門。
ニュージーランド・オークランド生まれ。1967年、オークランド大学卒業後、1970年、オックスフォード大学で修士号、1975年、ハーバード大学で博士号を取得。オークランド大学、ブランダイス大学、ハーバード大学、ヴァッサー大学、スタンフォード大学で教鞭を執った。

## 業績
1979年の著書『政治思想のなかの女性』では、西洋政治哲学における女性認識の歴史を詳細に跡付けた。
1989年の著書『正義・ジェンダー・家族』では、ジョン・ロールズやロバート・ノージックの自由主義からアラスデア・マッキンタイア やマイケル・ウォルツァーの共同体主義までの現代正義論に対する批判を展開した。オーキンは、家族制度が公正であると誤って想定する男性的な視角からこれまでの正義論が論じられてきたと批判している。

## 著作
- Women in Western political thought, Princeton University Press, 1979.

『政治思想のなかの女: その西洋的伝統』、田林葉・重森臣広訳、晃洋書房、2010年。
- Justice, gender, and the family, Basic Books, 1989.

『正義・ジェンダー・家族』、山根純佳・内藤準・久保田裕之訳、岩波書店、2013年
共著・編著
- Feminism, edited by Susan Moller Okin and Jane Mansbridge, E. Elgar, 1994.
- The subjection of women, by John Stuart Mill, edited, with introduction, by Susan Moller Okin, Hackett Pub., 1988.
- Is multiculturalism bad for women?, Susan Moller Okin with respondents, Princeton University Press, 1999.